# Orthomorpha palonensis
Orthomorpha palonensis är en mångfotingart som beskrevs av Pocock 1895. Orthomorpha palonensis ingår i släktet Orthomorpha och familjen orangeridubbelfotingar. Inga underarter finns listade i Catalogue of Life.